# Східний Туркестан

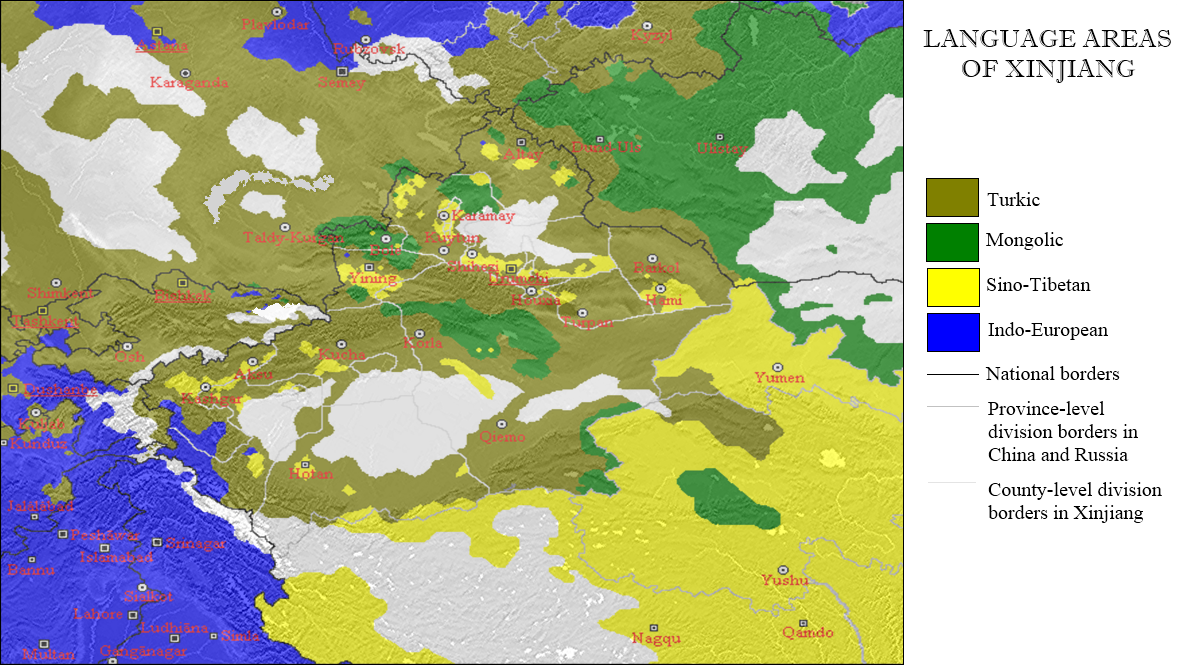
Мови Східного Туркестану

Східний Туркестан (уйгурська:شەرقىي تۈركىستان, Sherqiy Türkistan, традиційна китайська мова :東突厥斯坦, спрощена китайська мова:东突厥斯坦) — регіон на північному заході Китайської Народної Республіки.
Розташований у східній частині Великого Туркестану, регіону Центральної Азії. Входить до складу Сіньцзян-Уйгурського автономного району. Населення переважно складають мусульмани-уйгури (8 млн осіб).

## Історія
Край був частиною різних ханств, доки не став частиною китайської Династії Тан у IX сторіччі від Р.Х. Місцева Караханідська держава мала владу у 840-1212 роках. Після цього влада відійшла до Чагатайського улусу після Монгольського завоювання Середньої Азії. У 13-17 сторіччях область зазнала значного монгольського впливу. Після поразки Джунгарського ханства у війні 1757-1759 років край відійшов до держави китайсько-маньжурської Династії Цін.

## Географія
Великий Туркестан має поділ на Західний Туркестан (терени колишнього СРСР) і Східний Туркестан (Сіньцзян-Уйгурський автономний район Китай). Тянь-Шань і Памір є природним кордоном між ними.

## Дивись також
- Перша Східна Туркестанська республіка
- Друга Східна Туркестанська республіка
- Східнотуркестанський рух за незалежність
- Джунгари
- Могулістан